# Polyommatus thersites-supracaerulea
Polyommatus thersites-supracaerulea är en fjärilsart som beskrevs av Tutt 1910. Polyommatus thersites-supracaerulea ingår i släktet Polyommatus och familjen juvelvingar. Inga underarter finns listade i Catalogue of Life.